# История на Испания
Историята на Испания започва от праисторически времена и минава през периоди на възход и спад, през първата глобална империя – испанската, до съвременния демократичен период след управлението на Франсиско Франко.
Съвременното Кралство Испания е наследник на Хабсбургска Испания, която обединява няколко дотогава отделни кралства през 1500 г.; държавната форма на конституционна монархия е според испанската конституция от 1812 г., а съвременната демократична конституция е приета през 1978 г.
Предисторията на Испания датира от преди около 35 000 години, когато първите съвременни хора навлизат в Иберийския полуостров. През желязната епоха тук живеят ибери, келтибери и други племена. Именно с това иберийско население се срещат финикийците по време на своята колонизация. Следва основаването на гръцки и картагенски колонии по брега на Средиземно море.
По времето на Древен Рим полуостровът носи името Хиспания. След падането на Западната Римска империя в Иберия пристигат вестготите. Те завоюват цяла Испания и се задържат до началото на VIII век, когато от Северна Африка нахлуват араби и бербери (наричани още маври в арабско-ислямско завоюване на Иберийския полуостров), като Испания получава името Ал-Андалус. Все пак на север Кралство Астурия, Кралство Навара и няколко графства в Пиренеите успяват да запазят своята независимост. Към XI век халифатът се разпада на множество враждуващи по между си държавици, което позволява да започне процес на възвръщане на територията, наречен Реконкиста, и към християнските кралства се присъединяват Португалия, Кастилия, Леон, Арагон. Към 1250 г. маврите контролират вече само Емирство Гранада в югоизточната част на полуострова. През 1469 г. двете кралства Кастилия и Арагон сключват династична уния с брака между Фердинанд II Арагонски и Изабела I, които римският папа Александър VI нарича „католическите крале“. Мюсюлманското управление приключва през 1492 г., когато Гранада е покорена от католическите крале.
Скоро след приключването на Реконкистата християнските кралства се обединяват под управлението на Карлос I от династията на Хабсбургите, което бележи началото на Хабсбургска Испания. Същевременно започва изграждането на Испанската империя в Новия свят и в периода между 1500 и 1650 г. Испания е най-мощната държава в Европа и взема участие във всички по-големи европейски войни от този период. Към края на XVII век обаче силата ѝ намалява и след края на Хабсбургите следва Войната за испанското наследство, в резултат на която Испания отстъпва на втори план на европейската сцена и попада под управлението на Бурбоните. Опитите за реформи и модернизиране на селското стопанство и корабостроенето, както и инфраструктурата, за да се стимулира икономиката, имат известен успех, но към края на XVIII век избухва Френската революция, а впоследствие и Полуостровната война. Войната нанася сериозни щети на икономиката и опустошава Испания, започва епоха на социални безредици, политическа нестабилност и икономическа стагнация. Борците за независимост включват както либерали, така и традиционалисти – абсолютистки фракции, водени от офицери, натрупали опит в битките. Борбите между тях продължават до края на XIX век, а непрекъснатото редуване на кризи, революции и реставрации в крайна сметка довежда до извоюване на независимост от страна на испанските американски колонии през 1898 г.
Известен баланс между либерали и консерватори се постига с реставрацията на конституционната монархия в периода 1874 – 1931 г., но след това избухва Испанската гражданска война между републиканци и националисти. След края ѝ се установява националистичната диктатура на генерал Франсиско Франко, която продължава до 1975. Следвоенните десетилетия са относително стабилни (като се изключи движението на баските националисти за независимост) и страната отбелязва бърз икономически растеж през 60-те и 70-те години.
След смъртта на Франко през 1975 г. страната се завръща към формата на конституционна монархия начело с Хуан Карлос I и извършва успешен преход към демокрация. Испания става член на Европейската общност през 1986 (трансформирана в ЕС с Договора от Маастрихт от 1992) и в Еврозоната през 1999. Световната финансова криза засяга изключително силно Испания, защото слага край на десет години бурен икономически растеж и страната навлиза в рецесия.

## Праистория
Първите съвременни хора навлизат в Иберийския полуостров преди около 35 000 години. Следи от номадски селища са открити в три района на Испания: на северозапад, в област Сантандер, където се намират пещерите Пуенте Виесго и Алтамира с праисторически рисунки; по бреговете на реките Харама и Мансанарес в централната Месета и в Леванте, между Лерида и Албасете, област Теруел, където също са открити скални рисунки на животни и бойни сцени.
5 хил. пр.н.е. в Южна Испания се заселват вероятно пришълци от Източното Средиземноморие, привлечени от медните и калаените залежи. Намерените останки говорят за примитивно земеделие, отглеждане на крави и кози, първобитна изработка на керамични съдове и наченки на медна металургия в Алмерия. Навярно пак заселници пренасят и погребални ритуали под формата на колективни гробове – долмените в Леванте, Анадалусия, устието на Тахо, в Галисия. В областите Сория, Теруел и Леванте има останки от укрепени жилища, често разположени на височина.

## Древна Иберия
По източното крайбрежие на днешна Испания (известно като Иберийски Левант) през 3 хил. пр.н.е. обитават иберите, които дават и името на целия полуостров. Южното крайбрежие в района на Кадиския залив се обитава от турдетани и кинети, също иберийски племена. В средата на 2 хилядолетие пр.н.е. иберите започват да се заселват в укрепени селища и на територията на съвременна Кастилия. Те се занимават със земеделие, животновъдство и лов, умеели да изработват оръдия на труда от мед и бронз.
През бронзовата епоха на югозападното крайбрежие на полуострова възниква цивилизацията Тартес, която търгувала с метали с финикийците. Гръцките извори обозначават с името Тартесос първо река, след това територия, но никога град. Това царство се отличавало с голямо богатство на метали (сребро, калай, мед), както и с доста развито говедовъдство. С него се свързва и т.нар. палеоиспанска писменост.
В началото на 1 хилядолетие пр.н.е. от север през Пиренеите започват да нахлуват вълни от келтски племена, като част от тях, попаднали под влиянието на иберите, се превръщат в т.нар. келтибери. Главното им селище е Нуманция. Тези, които остават на запад в бъдещата Лузитания, запазват начина си на живот, прославят се като воини и нямат писменост. Именно с това иберийско население се срещат финикийците по време на своята колонизация.

## Картагенска и гръцка колонизация
Финикийците основават първите си колонии в Иберия около 1100 г. пр.н.е. на южния бряг: Мáлака, Гáдир (Кадис), Кóрдоба и други. След 680 пр.н.е. Картаген става основен център на финикийската цивилизация и установява монопол над търговията в Гибралтарския проток. На източното крайбрежие са основани иберийски селища – Аликанте, Елче.
Гърците идват приблизително през VI век пр.н.е. Те първи споменават за държава на иберийците, като споменават средиземноморския бряг, където основават колонии – Майнака, близо до Малага и Емпорион (Ампуриас). Влиянието на финикийците и гърците се чувства най-вече по крайбрежната ивица между устията на Ебро и Гуадиана.
Влиянието на картагенците се усилва през V – IV век пр.н.е., когато завладяват все по-голяма част от Андалусия и средиземноморския бряг. След Първата пуническа война с Рим картагенските военачалници Хамилкар Барка и зет му Хасдрубал Красивия подчиняват южната и източната части на полуострова. Най-голямата колония е Нови Картаген, основана около 227 г. пр.н.е. от Хасдрубал и експлоатирана по-късно от Ханибал като столица на картагенските владения в Испания. Картагенците стават почти пълни господари на крайбрежието. Жителите на Ампуриас призовават на помощ Марсилия и нейния съюзник Рим, който единствено изглежда в състояние да спре настъплението. През 219 г. пр.н.е. Ханибал пристига пред град Сагунт и го обсажда в продължение на осем месеца. Обсадата завършва с масово самоубийство на жителите на града и предизвиква ответни действия от страна на Рим и Втората пуническа война.

## Римска Испания
Намесата на римляните в Испания е тясно свързана с много по-обхватния им конфликт с Картаген. Тъй като има подписано споразумение от 226 г. пр.н.е., определящо зоните им на влияние, атаката на картагенците срещу Сагунт е повод за война.
Втората пуническа война започва, когато Ханибал поема от Нови Картаген на север, пресича река Ебро и извършва преход през Алпите с цел да покори Рим. Атаката му е неуспешна, а през това време римският флот нанася поражение на картагенския край устието на Ебро и армията на Хасдрубал отстъпва в Нови Картаген. Римски командващ на бойните действия на испанския театър (а след това на африканския) е Сципион Африкански. Римското завоюване на Испания в голяма степен предопределя и пренасянето на бойните действия в Африка и крайната победа във войната, понеже изтласкването на Ханибал от Италия е изключително трудно (виж милосърдието на Сципион).
Завладяването на Иберия от римляните протича на три етапа:
- между 218 и 172 г. пр.н.е. – средиземноморското крайбрежие и Андалусия;
- между 194 и 172 г. пр.н.е. – долината на Ебро, съпроводено от Келтиберските войни;
- след 123 г. пр.н.е. Балеарските острови и останалата част.

От 19 г. пр.н.е. Иберийският полуостров става неразделна част от Римската империя под името (Х)испания (Hispania). Първоначално провинциите са две: Близка Испания и Далечна Испания, но при Октавиан Август вече са три: Бетика (долината на Гуадалкивир), Лузитания (около долината на Тахо и колонията Емерита Августа, където през 25 г. пр.н.е. се заселват първите римски ветерани) и Тараконска Испания, към която са включени долината на Ебро, Каталония, северозападната област и Картахена. Август и следващите императори от Юлиево-Клавдиевата династия включват Испания в политиката на метрополията, експлоатират местните богатства и развиват пътищата, съдебния апарат и търговията. Народите на Иберийския полуостров се интегрират в икономиката на Рим – Испания изнася метали, жито, вино и зехтин. Установява се трайна икономическа и обществена организация – голямото земевладелско имение латифундия, градовете като центрове на цивилизацията (много от тях стават римски муниципии) и изградена между тях пътна мрежа. На полуострова са прокарани пътища в много направления: от Пиренеите до Леон, от Тарагона до Андалусия, от Лисабон до Мерида, от Мерида до Сарагоса.
Важна роля в романизацията играе латинският език. Хиспано-римляните получават достъп до римската култура, оформят се испанските кланове. Започва преместване на патриции в Рим и някои от известните римляни са от иберийски произход. Такива са сенаторите Балбо, Траян, Улпий, някои от най-добрите писатели на Рим – Марциал, Квинтилиан, Сенека, Лукан – и дори императори: Траян, Адриан, Теодосий I. В безредиците след убийството на Нерон Испания изиграва решаваща роля, след като нейните легиони подкрепят претендента за император наместник на Тараконска Испания Сервий Сулпиций Галба.
По времето на Веспасиан жителите на Испания получават статут на jus latii, което им дава някакви гаранции, макар и да не са пълноправни граждани, а през 212 г. император Каракала ги повишава в пълноправни римски граждани jus Romanorum, но просперитетът на провинцията започва да запада. Много заможни граждани предпочитат да живеят в разкошните си вили в провинцията, вместо в града. Този упадък в урбанизацията съвпада с варварските нашествия.
След реформите на Диоклетиан през 293 г. Тараконска Испания е разделена на три части: Галика (на латински: Gallaecia), Картагеника (на латински: Carthaginiensis) и Тараконика (на латински: Tarraconensis). Тараконска Испания е загубена от Рим в началото на V век, а на територията ѝ възниква кралството на вестготите.
По време на упадъка на Римската империя в страната започват да нахлуват германски племена. В началото на V век в Испания пристигат, като пресичат Пиренеите, свеви, вандали и алани. След края на вандалската война територията на днешна Андалусия е завладяна от византийците, които я обособяват във Византийска Испания.

## Средновековие

### Испания при вестготите
Романизираните вестготи пристигат в Иберия между 409 и 507 г. след края на Западната Римска империя и на Тулузкото кралство. Те не са нашественици, а съюзници на Рим. Основаното от тях Толедско кралство постепенно обхваща по-голямата част от полуострова, след като завладява земите на свевите на северозапад и византийските територии на югозапад. След постигането на политическо единство през 654 г. се установява и юридическо единство с Книгата на съдиите (Forum judicum), която е вдъхновена от римското право и подчинява жителите на един закон. При това вестготите са малцинство сред местното християнско население от хиспано-римляни. Освен това изповядват арианството, което ги противопоставя още повече. На III Толедски събор от 8 май 589 г. по времето на крал Рекаред I обаче официална религия и на Вестготското кралство става католицизмът. Оттогава нататък между католическата църква и държавната власт настава своеобразно отъждествяване, което ще остави трайни следи в Испания. На периодични събирания – църковните събори в Толедо – кралската власт и духовенството разискват и определят насоките в развитието на кралството.
Толедското кралство престава да съществува след като между 711 и 718 г. от Северна Африка нахлуват араби и бербери (наричани още маври, на испански: moros).

### Арабско нашествие
Раздираното от вътрешни противоречия Вестготско кралство става лесна жертва за ислямските нашественици. Само някои отделни планински области в северната част на полуострова, като Kралство Астурия, Kралство Навара и няколко графства в Пиренеите успяват да запазят своята независимост. Арабите наричат целия Пиренейски полуостров Ал-Андалус, но днес само най-южната част на полуострова е запазила това име като Андалусия.
Ислямът признава християните и евреите като „народи на Книгата“ и им позволява да практикуват религията си при определени дискриминационни условия. Въпреки това има няколко вълни на масова ислямизация, особено през Х – ХІ век.
В самото ислямско общество съществуват вътрешни търкания и сблъсък на интереси между берберите от Северна Африка, съставляващи по-голямата част от войската, и управляващите, които номинално са подчинени на Арабския халифат. През Х век емирът на Кордоба, който е потомък на династията на Омаядите, се провъзгласява за халиф (вж. Кордовски халифат). С течение на времето големи колонии от маври се заселват най-вече в плодородната долина на Гуадалкивир, крайбрежието на Валенсия и планинските райони около Гранада.
През Х век столицата на халифата Кордоба е най-големият и богат град в средновековна Европа. Процъфтяват търговията по Средиземно море и културата. Мюсюлманите следват интелектуалните традиции на Близкия изток, а ислямски и еврейски философи от Ал-Андалус възраждат класическата древногръцка школа в Западна Европа. Културата на романизираното местно население се съчетава по уникален начин с тази на мюсюлманите и евреите, което спомага за разцвет в архитектурата и литературата. Нашествениците въвеждат нови селскостопански култури и построяват обширна мрежа от напоителни канали, което довежда до силно увеличаване на селскостопанското производство.

### Реконкиста
Към ХІ век халифатът се разпада на множество враждуващи по между си държавици, наречени тайфи (на испански: taifas), което позволява на малките християнски кралства на север Кастилия, Навара, Леон, Арагон да разширят териториите си и да консолидират своите позиции. Пристигането на нови ислямски вълни от Северна Африка, като Алморавидите и Алмохадите, временно спира християнското настъпление и въвежда по-консервативна форма на исляма, показваща по-малко търпимост. Въпреки че постигат някои успехи, маврите се оказват неспособни да се справят с нарастващата военна мощ на християнските кралства, които се стремят да си върнат окупираните земи.
През 1469 г. двете кралства Кастилия и Арагон сключват династична уния с брака между Фердинанд II Арагонски и Изабела I, които римският папа Александър VI нарича „католическите крале“. След смъртта на баща си през 1479 г. Фердинанд II Арагонски наследява Арагонското кралство и двете кралства вече са обединени под един скиптър и корона. Това слага началото на Кралство Испания, макар че съгласно условията на брачния договор кастилската корона и арагонската корона запазват своето самоуправление, своите институции и традиции. Окончателното им политическо обединение приключва едва към края на XV век, а Кралство Навара се присъединява през 1512 г.
Важно събитие за утвърждаването на католическата вяра от страна на католическите крале е създаването през 1478 г. на църковен съд – инквизиция, предназначена да опазва чистотата ѝ. Започват гонения на евреи, мюсюлмани, а по-късно и на протестанти. Десетки хиляди заподозрени в ерес са подложени на мъчения и изгорени на клада (аутодафе). През 1492 великият инквизитор Томас де Торквемада убеждава католическите крале да започнат преследване из цялата страна на всички, които не са приели християнството. Основна цел на преследванията са мараните и мориските – мюсюлмани и евреи, които привидно са християни, но се подозират в тайно практикуване на забранени ритуали. Много евреи са принудени да напуснат Испания и се насочват към Португалия, Италия и Северна Африка. През 1492 г. голям брой евреи (165 000) са окончателно официално изгонени с едикта от Гранада.
Но основният враг си остава последната ислямска държава Емирство Гранада. Макар че през 1476 г. емирът сключва примирие с Кастилия, през 1481 г. то е прекъснато и военните действия продължават с променлив успех до 1491 г., когато кастилците навлизат в долината на Гранада. Градът слага оръжие на 2 януари 1492 г. С падането на Гранада завършва Реконкистата (обратното завладяване).

### Испански език
През XIII век в християнските кралства на Иберия се говорят множество езици, като повечето са взаимно разбираеми помежду си без много затруднения. Това са произлезлите от латинския кастилски, арагонски, леонски, астурски, галисийски, каталонски и окситански както и изолираният древен баски език. С течение на времето кастилският, който днес се нарича испански език, става предпочитаният език за култура и комуникация в кралство Кастилия. На кастилски започват да се пишат определени документи и по времето на Алфонсо X той става официален език.
Също през XIII век са основани няколко университета в Леон и Кастилия, от тях университетите в Саламанка и просъществувалият за кратко в Паленсия са сред най-старите университети в Европа.

## Испанска империя
През същата 1492 година, в която завършва Реконкистата, Христофор Колумб получава средства за своята експедиция от католическите крале, открива Новия свят, основава там испански колонии и започва изграждането на Испанската империя. Тя е една от първите глобални империи, както и една от най-големите.
Към края на XVI век Испания и Португалия са начело на завоюването на нови територии и се конкурират в прокарването на нови търговски пътища по море. Малко по-късно обаче те обединяват усилията си като Иберийска уния и до разпадането ѝ през 1640 г. имат почти монопол в мореплаването. Търговията процъфтява както в Атлантика – между Испания и Америка, така и в Тихия океан между Източна Азия и Мексико през Филипините. Конкистадорите покоряват държавите на ацтеки, инки и маи не без помощта на донесените от европейците болести като едра шарка и дребна шарка и завоюват значителни територии в Северна и Южна Америка.
Отначало териториите в Америка носят разочарование, тъй като завареното население няма много какво да предложи за търговия. За сметка на това започва внос към Европа на голям брой и различни нови видове растения и животни – т.нар. Колумбов обмен. Към 1520 г. обаче са открити залежи от сребро в Мексико и Боливия, които започват да се разработват в индустриални мащаби и оказват силно влияние върху испанската икономика. В замяна на изнесеното сребро се внасят луксозни стоки и зърно. Благородните метали се пренасят с конвои от испански кораби (т.нар. Сребърен флот) и допринасят до превръщането на Испания в края на XVI век в най-богатата държава. Огромните богатства, добивани в испанските колонии, простиращи се от Калифорния до Патагония, позволяват на Испания да води множество войни и агресивна политика в цяла Европа и в света. Същевременно притокът на сребро и злато намалява стойността им, цените се повишават главоломно и в съчетание с огромните дългове на короната това води до спад в икономиката и до няколко последователни национални банкрута. В резултат на неплащанията на испанските крале към 1690 г. европейските банкери спират да им отпускат заеми.

### Хабсбургска Испания
Управлението на Карлос I от династията на Хабсбургите, който става испански монарх през 1516 г., бележи началото на Хабсбургска Испания, а тъй като той е едновременно и император на Свещената римска империя като Карл V, Испания играе важна роля и в Централна Европа. Испанската политическа и икономическа тежест и влияние в управлението на света и Европа продължават около век и половина. Същевременно кралят често пътува в чужбина и трудно управлява многобройните си владения. В края на живота си той ги разделя на две: от една страна Испания, Нидерландия, владенията в Северна Африка и Америка, а от друга – Свещената римска империя. Това създава много трудности на сина му Филип II, който поема трона през 1556. Той счита себе си за стожер на католицизма, както срещу настъпващата Османска империя, така и срещу протестантите. Испания до голяма степен остава встрани от бушуващите религиозни конфликти в останалите европейски страни и запазва католицизма, като Филип II се самообявява за водач на контрареформацията в Европа.
През 1554 г. Филип сключва брак с английската кралица Мария I Тюдор („Кървавата Мери“) и затова е обявен за крал и на Англия. Брачните клаузи обаче са много строги и осигуряват пълната независимост на двете страни. През 1558 г. Мери умира, без да остави наследник и Филип престава да бъде крал на Англия.
През 1568 г. в Нидерландия, където се разпространяват протестантството и калвинизмът, избухва въстание, довело до Осемдесетгодишна война. Този конфликт поглъща много средства и води до войни с Англия, която подкрепя холандците (1585 – 1604), и с Франция (1590 – 1598). С цел завладяването на Англия е построен флот от 134 военни кораба, известен като Непобедимата армада, но е разбит през 1588 г.
Няколко слаби крале, нестихващите войни срещу Франция, Англия, Холандия, Португалия, различни протестантски държави и османците, обаче довеждат до постепенен упадък на Испанската империя. Държавата обявява няколко последователни банкрута. Влиянието ѝ намалява постепенно и през втората половина на XVII век Испания е изместена от абсолютистка Франция и англиканска Англия.
Хабсбургският период в управлението на Испания не преминава само в търсене на Елдорадо, но е и златната ера на испанската култура. Сред най-значимите творци от този период са Диего Веласкес, Ел Греко, Педро Калдерон де ла Барка и Мигел де Сервантес. Известни теолози от същия период са Тереза Авилска и Франсиско Суарес. Испанското изкуство, литература, драма, архитектура процъфтяват.

### Начало на управлението на Бурбоните
Последният представител на Хабсбургите в Испания Карлос II няма пряк наследник и през 1700 г. престола заема неговият племенник Филип V Бурбон, френски принц. Обявяването му за испански крал се посреща остро от останалите европейски държави поради опасенията им от обединение на Испания и Франция и избухва Войната за испанското наследство (1701 – 1714). На двете страни се противопоставя алиансът на Англия, Нидерландия и Австрия, който след много битки (в частност в Испания) надделява и войната завършва с подписването на договора от Утрехт. С него Филип е признат за законен испански крал, а в замяна на това от Испания отпадат териториите на Менорка, Гибралтар, Испанска Нидерландия, Неапол, Милано, Сардиния и Сицилия.
През 1715 г. Филип V подписва серия от декрети (на испански: Decretos de Nueva Planta), с които лишава от привилегии няколко самостоятелни дотогава кралства (най-вече Арагон и Каталония) и ги поставя под управлението на Кастилия. Така в стремежа си за постигане на политическо и културно обединение Испания следва примера на абсолютистка Франция за централизация. Филип извършва реформи и заздравява централната власт за сметка на местната. Неговите реформи са продължени и достигат кулминацията си по времето на Карлос III, царувал от 1759 до 1788 г., който отменя много остарели закони, спиращи развитието на търговията и икономиката; по негово време е разширена пътната мрежа, построени са множество напоителни и отводнителни канали. Той е представител на просветения абсолютизъм, поощрява университетите и научните изследвания и иска да отслаби влиянието на църквата. Не успява обаче да контролира финансите на държавата, прави големи заеми и неговите реформи траят само до смъртта му.
По време на Седемгодишната война (1756 – 1763) Испания се съюзява с Франция, но претърпява редица поражения. Принудена да отстъпи Флорида на англичаните, тя печели Луизиана, отстъпена ѝ от Франция, с което испанците окончателно укрепват властта си в северозападната част на Северна Америка.
Към 1780 г. на върха на социалната структура на обществото са благородниците и църквата. Няколкостотин семейства доминират аристокрацията, а други около 500 000 души имат статут на благородници. С църквата са свързани около 200 000 мъже и жени, като половината от тях обитават богати манастири, контролиращи голяма част от земята, останала извън владенията на аристокрацията. Най-бедните живеят предимно в провинцията, във ферми или като ратаи и дребни земеделци. Градската средна класа е малобройна, но расте; същевременно е недолюбвана както от земевладелците, така и от селяните.
Следващият представител на Бурбоните е Карлос IV, заел трона през 1788 г. Той е женен за Мария-Луиза Бурбон-Пармска (1751-1819), внучка на Луи XV, от която има 15 деца. Слабохарактерен и придирчив, Карлос е лишен от всякакъв политически нюх, липсват му решителност и воля да управлява и той на практика оставя управлението на страната в ръцете на първия министър Мануел Годой, любовник на жена му.
Карлос IV получава испанската корона в сложна външнополитическа ситуация. От една страна, отношенията с Великобритания са обтегнати заради испанската подкрепа за французите в Седемгодишната война и на американците в Американската война за независимост. От друга страна, през 1789 г. избухва Френската революция, която помита властта на френските Бурбони. Екзекуцията на Луи XVI и Мария Антоанета през 1793 г. хвърля в ужас всички европейски кралски дворове и особено този в Мадрид, където опасността от разпространение на революцията е непосредствена. Това допълнително обтяга отношенията между Испания и революционните власти в Париж. Испания влиза в Първата антифренска коалиция от европейски държави и участва във войната срещу французите (известна локално като Пиренейска война).
След идването на Наполеон на власт през 1799 г. френският натиск над Испания се засилва, правителството не е способно да му се противопостави и през 1803 г. подписва договор с Франция, с който Испания поема различни задължения и повинности, в това число и задължението да застане на страната на Франция срещу Англия. На 20 октомври 1805 г. испанският кралски флот, сражаващ се на страната на Наполеон, е унищожен в битката при Трафалгар от британския флот под командването на адмирал Нелсън. През 1807 г. Испания и Франция подписват нов договор във Фонтенбло, който урежда подялбата на Португалия.

## XIX век

### Испанска война за независимост
Безсилието на Карлос IV е сигнал за Наполеон, че е настъпил часът за пълно подчинение на Испания. За това му помагат вътрешнополитическите сътресения в страната. Външнополитическата ориентация на Испания разделя двора на две партии. Начело на едната, която има профренска ориентация (на испански: afrancesado), са кралят и министърът Годой, а начело на другата са престолонаследникът Фернандо и съпругата му Мария-Антония. След смъртта на Мария-Антония (1806) положението се променя. Фернандо се ориентира към втори брак с принцеса от рода Бонапарт, а Годой отново заема проанглийска позиция. През 1808 г. Наполеон се обръща срещу съюзника си и започва Полуостровната война (която до голяма степен се припокрива с Испанската война за независимост, на испански: Guerra de la Independencia Española). През март същата година Карлос IV абдикира в полза на сина си Фернандо VII, който на свой ред 2 месеца по-късно е заставен да предаде престола на Жозеф Бонапарт, брат на Наполеон. Фернандо прекарва следващите шест години в един замък във Франция, а баща му, майка му и Годой заминават в изгнание в Италия.
Жозеф първоначално е приветстван от испанските франкофили, които вярват, че сътрудничеството с Франция ще доведе до модернизиране на страната и повече свободи. Пример за положителна промяна е премахването на испанската инквизиция. Но френските войски конфискуват и голяма част от обширните имоти на католическата църква. Църкви и метоси са осквернявани, като ги използват за конюшни и казарми, произведения на изкуството се изпращат във Франция. Духовенството и патриотите започват сред населението агитация срещу французите, и след първите репресии по време на Мадридското въстание се разгръща всенародна борба за независимост. Тя се счита от някои историци за една от първите национални войни и в нея за първи път се наблюдава мащабна партизанска война (на испански guerrilla, което означава „малка война“). Кървавите репресии са изобразени в серия графики от Франсиско Гоя, озаглавена „Бедствията на войната“; те не сломяват съпротивата, а напротив. Вместо разпуснатите местни власти населението спонтанно образува хунти – комитети, обединяващи хора от различни социални слоеве. Латиноамериканските колонии отказват да признаят Жозеф и властта в тях е поета от местни правителства, като това дава тласък на борбата им за независимост.
Войната и въстанието срещу окупацията на Наполеон довеждат до учредяването на независими Кортеси в Кадис, които да действат от името на краля, да координират местните хунти и да играят ролята на испанско правителство в изгнание. Те изготвят първата испанска конституция от 1812 г., една от най-либералните за времето си, станала по-късно крайъгълен камък на европейския либерализъм. През същата 1812 г. обединена съюзническа армия на Англия, Португалия и Испания започва да изтласква французите. През зимата на 1813 г. е сключен сепаративен мирен договор и изтощените и деморализирани френски сили тръгват в отстъпление през Пиренеите към Франция. В крайна сметка кампанията в Испания се оказва катастрофална за французите, като постепенно изчерпва техните пари, човешки ресурси и престиж.
Войната нанася сериозни щети на икономиката и опустошава Испания. Социалната и икономическата структура на страната са разрушени; започва епоха на социални безредици, политическа нестабилност и икономическа стагнация. Борците за независимост включват както либерали, така и традиционалисти – абсолютистки фракции, водени от офицери, натрупали опит в битките. Борбите между тях продължават до 1850 г., а непрекъснатото редуване на кризи и нашествия, революции и реставрации, в крайна сметка отслабва метрополията и повечето от испанските американски колонии успяват да извоюват независимостта си между 1810 и 1825 г.

### Първа реставрация на Бурбоните
След края на войната за независимост властта на Бурбоните е възстановена и крал Фернандо VII (наричан отначало желаният, а по-късно предателят) се завръща, но с подкрепата на консерваторите отменя всички промени, направени от независимите Кортеси в Кадис. Той възстановява абсолютната монархия и продължава маниера на управление на предшествениците си като преследва и осъжда на смърт всеки, заподозрян в либерализъм.
Банкрутът в икономиката принуждава Испания да продаде Флорида на САЩ през 1819 г. за 5 милиона долара. Следващите три години (1820 – 1823) се характеризират със силен превес на либералните настроения и на практика е извършена буржоазна революция, при което кралят е принуден да приеме конституцията от 1812 г. и е поставен под домашен арест. Следва тригодишно либерално управление (1820 – 23). Тези либерални промени обаче не се възприемат добре от европейските сили и по силата на решенията на Виенския конгрес кралят лобира пред другите абсолютни монарси от Свещения съюз за възстановяване на властта си. На Веронския конгрес на съюза Франция получава мандат да се намеси с военна сила и последвалата интервенция на френски войски в Испания възстановява абсолютната монархия през 1823 г. Възползвайки се от момента, в Южна Америка избухват национални революции за независимост, повечето от които са успешни и под контрола на Испания към 1824 г. остават само Куба и Пуерто Рико.
Следващото десетилетие е на относителен мир. Изправен пред въпроса за наследяването, при липсата на мъжки наследник Фернандо променя Салическия закон в полза на невръстната си дъщеря Исабела II, изолирайки брат си инфант Дон Карлос, граф де Молина, също претендент за трона. Започва дълга епоха на граждански войни (Карлистки войни) между привържениците на Исабела и на Карлос.
Фернандо умира през 1833 г. и обявяването на тригодишната Исабела II за кралица става повод за първата от тези войни (1833 – 1839). Вместо Исабела като регент управлява майка ѝ Мария-Кристина Бурбонска. Карлос навлиза в страната на баските, където има подкрепа, и събира армия от „карлисти“. Въпреки че католическата църква и консервативните кръгове в Испания са на негова страна, Мария-Кристина успява да надделее, тъй като е подкрепена от армията и либералната аристокрация. Първата карлистка война приключва през 1839 г. с Договора от Вергара.
Героят от войната е генерал Еспартеро, радикален либерал (прогресист). Той претендира пред Мария-Кристина за реформи, но тя е против и предпочита да му отстъпи мястото си на регент. Проведените от него либерални реформи обаче срещат значителна съпротива, избухналите въстания са жестоко потушени. Затова регентското място заема по-умереният Рамон Нарваес.
Исабела II започва да управлява след навършване на пълнолетие, но не е популярна. Тя предпочита реакционния генералитет и консервативните среди, открито подкрепя католическата църква и религиозните ордени. Кралицата се превръща в оръдие за забогатяване на корумпираните придворни и фаворитите ѝ, което дава лоша слава на кралския двор. През 1854 г. отново избухва въстание, довело на власт Прогресивната партия. Успехът на Испания в Испано-мароканската война от 1860 г. подобрява малко популярността на кралицата, но последвалият опит да си върнат властта в Перу и Чили (1864 – 1866) е неуспешен.
През септември 1868 в Испания избухва т.нар. Славна революция, която обединява силите на либерали и републиканци срещу монархията. Начело на революционните войски застават генералите Хуан Прим и Франсиско Серано, които разбиват роялистките войски в битката при Алколеа (27 септември 1868 г.) и принуждават Исабела II и кралското семейство да избягат във Франция.
В Париж Исабела II е принудена официално да се отрече от испанския престол и на 25 юни 1870 г. абдикира в полза на сина си Алфонсо XII. Но макар че Алфонсо е крал де юре, испанските Кортеси решават да възстановят монархията, но под нова династия и на 16 ноември избират за испански крал херцога на Аоста под името Амадей I. Той се заклева тържествено в конституцията на 2 януари 1871 г., но се задържа на трона само 2 години и на 11 февруари 1873 също абдикира.

### Първа испанска република (1873 – 1874)
Веднага след абдикацията на Амадей I се сформира правителство от радикали и републиканци, което обявява Испания за република. Тя обаче веднага попада под обсада от всички страни. Най-непосредствената заплаха са карлистите, които се вдигат на въстание. Има призиви за социалистическа революция от страна на Първия Интернационал, бунтове и вълнения в автономните региони Навара и Каталония, както и сериозна съпротива от страна на католическата църква. Вътрешнополитическите борби са между привържениците на унитарно или федералистко устройство.
Този първи опит за републиканско управление се характеризира с голяма политическа нестабилност и изблици на насилие и не продължава дълго. Избирани са един след друг четирима президенти, докато в резултат на военен преврат, извършен от генерал Мануел Павия, президент става Франсиско Серано, който веднага обявява възстановяване на монархията.

### Втора реставрация на Бурбоните (1874 – 1931)
През 1874 г. Алфонсо XII се завръща в Испания и официално заема испанския престол. Коронясан е през декември. След смутните републикански времена испанците охотно приемат възвръщането на стабилността под управлението на Бурбоните. Същата зима републиканските армии декларират своята вярност към краля. Републиката е отменена и министър-председател става Антонио Кановас дел Кастильо, доверено лице на краля. Карлистката съпротива бързо е потушена с активното участие на краля. В Испания е установена система на редуване на двете основни партии – либерали и консерватори на кормилото на управлението (на испански: turnos), което води до стабилност и икономически прогрес по време на краткото царуване на Алфонсо (1874 – 1885), починал внезапно едва на 28 години.
Конституционната монархия продължава при управлението на неговия син и наследник на трона Алфонсо XIII. Той се ражда четири месеца след смъртта на баща си и е провъзгласен за крал още при раждането. До навършването на пълнолетие вместо него като регент управлява майка му Мария-Кристина Австрийска. Царуването на Алфонсо XIII (1886 – 1931) се запомня с катастрофалната Испано-американска война от 1898 г., в резултат на която Испания се разделя с Филипините и с последните си останали колонии в Америка: Куба и Пуерто Рико.

## XX век
Началото на XX век се отличава с политическа нестабилност и с редица разрушителни събития: Първата световна война (1914 – 1918) (макар че Испания остава неутрална), пандемията от испански грип (1918 – 1919) и войната в Мароко (1920 – 1926) г. Благодарение на неучастието си в Първата световна война страната отбелязва значителен ръст в промишлеността и селското стопанство, особено в Каталония и Баския.
През 1923 г. генерал Мигел Примо де Ривера завзема властта с военен преврат. С подкрепата на Алфонсо XIII той управлява като диктатор до 1930. В този период се зараждат каталонският и баският национализъм. Голямата депресия, започнала с краха на Уолстрийт от 1929, силно влошава икономическата ситуация в Испания и правителството на Примо де Ривера подава оставка. При проведените общи избори през 1931 г. републиканските и антиклерикални настроени кандидати получават болшинство. Провъзгласена е Втората испанска република и кралят напуска страната, макар и да не абдикира.

### Втора република и гражданска война
Втората испанска република започва своето съществуване на 14 април 1931 г., когато крал Алфонсо XIII напуска страната след победата на републиканците на местните и общинските избори. Заминаването на монарха води до сформирането на временно правителство начело с Нисето Алкала Самора и до свикването на Кортесите за изработване на нова конституция, приета на 9 декември същата година.

Самора става първият президент (1931 – 1936 г.) на републиката. По време на неговото управление Баския и Каталония обявяват независимост, но не получават веднага дори желаната автономия. 
Между 1936 и 1939 години се води Испанската гражданска война, която окончателно съсипва Испания. Победата на Франсиско Франко води до установяването на неговото авторитарно управление.
По време на Втората световна война Испания възприема невоенна позиция в подкрепа на Оста (например предлага испански съоръжения за флота на Германия) и се завръща до пълен неутралитет през 1943 г., когато ходът на войната се обръща окончателно срещу Германия. Франко изпраща войски (Синя дивизия) да се сражават на Източния фронт.

### Диктатура на Франко
С края на Втората световна война Испания е изолирана политически и икономически, поради близостта на Франко с Хитлер и Мусолини и принудена да изстрада икономическите последици от това. Тази ситуация частично приключва, когато САЩ сключва военен съюз с Испания заради стратегическото положение на страната, ключово по времето на Студената война. Промяната започва с посещението на американския президент Дуайт Айзенхауер през 1953 г. Страната е приета за член на ООН през 1955 и през 60-те години испанската икономика отбелязва безпрецедентен растеж, станал известен като „испанското чудо“.
Без да има строга идеология, Франко търси помощ от националсиндикалистите (nacionalsindicalismo) и католическата църква (nacionalcatolicismo). Неговата коалиционна управляваща партия „Национално движение“ (на испански: Movimiento Nacional) е толкова разнородна, че дори трудно може да се категоризира като партия. Главната черта на испанската държава по това време е кооперативизмът – режим, в който се набляга повече на реда и стабилността, отколкото на точна политическа визия. Идеологията на франкизма се нарича и национал-католицизъм. Спазването на стриктните католически правила е причислено от публичните власти към целите на социалния строй, налагани със закон. Испанските номади са изключително засегнати. През 1954 г. хомосексуализмът и проституцията са обявени за престъпления. По време на диктатурата са забранени всички организации на политически опоненти, от комунисти и анархисти до либерални демократи и каталонски или баски националисти. Единственият легален профсъюз е правителственият Синдикато Вертикал.
За да се създаде единна испанска нация, публичната употреба на всеки език, различен от официалния кастилски (и по-специално каталонски, галисийски и баски) са строго забранени. Езиковата политика във франкистка Испания обхваща правителствените, нотариалните, юридическите и търговските документи, които са преведени на испански; всеки документ, написан на друг език, не се зачита. Употребата само на испански език е наложена и в надписите на улиците и табелите на магазините, рекламите и изобщо всички надписи в страната. Всички културни дейности стават обект на цензура и много от тях са забранени. Тази културна политика се смекчава с времето, най-вече след 1960 г.
Още през 1947 г. Франко провъзгласява Испания за монархия, но без да определи монарх. Този жест е направен най-вече за успокоение на монархическите фракции в партията. Въпреки че се е провъзгласил за монархист, Франко не иска да стане крал, затова оставя трона празен, като става всъщност регент. Той носи униформата на капитан-генерал (ранг, традиционно отреден на краля), живее в кралския дворец Ел Пардо и неговият лик се появява на повечето испански монети. Въпреки това официалните му титли са само „държавен глава“ и „върховен генерал на испанските въоръжени сили“, придружени от „по божията воля водач на Испания и Кръстоносните походи“. (Следва да се отбележи, че „по божията воля“ е по-скоро техническа правна фраза, която означава върховни почести в абсолютните монархии и се използва само от монарси).
След смъртта на Франко през 1975 г. монархията в Испания е възстановена и страната приема демокрацията. Според завещанието на Франко крал става принц Хуан Карлос I от Бурбонската династия.

### Преход към демокрация
Преходът към демокрация (или „нова реставрация на Бурбоните“) е периодът, когато страната преминава от диктатурата на Франко към либерална демократична държава. За негово начало обичайно се счита смъртта на Франко, а за край – победата на социалистическата партия на изборите на 28 октомври 1982 г.
През октомври 1977 г. назначеният от краля министър-председател Адолфо Суарес събира на едно място политици, партии и търговски съюзи и се сключва споразумението „Монклоа“, което определя как да се осъществи преходът от диктатура към демокрация. Легализирани са всички партии, разпусната е партията „Национално движение“ (Испанска фаланга), разработен е закон за политическа реформа, провеждат се парламентарни избори за нови Кортеси. В резултат на това първо демократично споразумение на 6 декември 1978 г. с референдум е одобрена новата конституция на Испания, според която Испания е конституционна монархия и предоставя автономия на всичките си провинции. През март 1979 г. се провеждат първите общи демократични избори след ерата на Франко. Между 1976 и 1980 г. изборите се печелят от Съюза на демократичния център (на испански: Unión del Centro Democrático), макар и не с пълно мнозинство, като три от правителствата са оглавявани от неговия водач Адолфо Суарес. През януари 1981 настъпва политическа криза и Суарес подава оставка, като е заменен на премиерския пост от Леополдо Калво Сотело.
На 23 февруари 1981 г. е извършен опит за държавен преврат от страна на военните. Въоръжени офицери от Гуардия Сивил (Guardia Civil), водени от генерал Антонио Техеро, нахлуват в парламента и прекъсват заседанието на Конгреса на депутатите точно в момента на избиране на Леополдо Калво Сотело за министър-председател. Критичната ситуация продължава 18 часа, но се проваля след намесата на крал Хуан Карлос, който прави телевизионно обръщение в подкрепа на законността и демократично избраното правителство.
На парламентарните избори от октомври 1982 г. лявоцентристката социалдемократическа Испанска социалистическа работническа партия (на испански: Partido Socialista Obrero Español) начело с Фелипе Гонсалес издига лозунга „За промяна“ и печели убедително. В продължение на почти 14 години начело на страната са нейни правителства. През този период се утвърждава демокрацията и Испания става член на НАТО (1982) и Европейската общност (1986) (преименувана през 1992 на Европейски съюз), което дава нов тласък на икономиката.
Заедно с политическите промени настъпват и радикални промени в испанското общество с либерализация и пренареждане на ценностите. Промените в ежедневието са не по-малко радикални от политическата трансформация и са известни с името „движението“ (La Movida). Променят се класовата структура, икономическите институции, политическата рамка. Намалява влиянието на църквата, частично се узаконяват абортите, увеличава се ролята на жените в обществото, целият социален живот се модернизира. Промяната е още по-радикална като се вземе предвид обстановката от времето на Франко.

## Съвременна Испания
- Съвременна Испания е развита и модерна страна с висок стандарт на живот, която постепенно възвръща загубените си позиции на световната сцена. През 1992 страната е домакин на Олимпиадата в Барселона и на Експо 92 Севиля.

- От 1996 до 2004 две поредни правителства са на Народната партия (на испански: Partido Popular) с премиер Хосе Мария Аснар.

- Непосредствено преди парламентарните избори през 2004 в Мадрид са извършени бомбени атентати, в които загиват 191 души. Аснар губи изборите, най-вече заради включването на Испания в т.нар. коалиция на желаещите.

- Между 2004 и 2011 страната се води отново от социалистите с министър-председател Хосе-Луис Родригес Сапатеро, а от 2011 правителството отново е на Народната партия, оглавявано от Мариано Рахой.

- Световната финансова криза засяга изключително силно Испания, защото слага край на десетилетие от бурен икономически растеж, свързан с усилени строежи на ваканционни имоти, и страната навлиза в рецесия.

- През юни 2014 крал Хуан Карлос взема решение за абдикация. Крал става престолонаследникът Фелипе като Фелипе VI.